# Großsteingräber bei Bengerstorf
Die Großsteingräber bei Bengerstorf (auch Großsteingräber bei Granzin) waren zwei megalithische Grabanlagen der jungsteinzeitlichen Trichterbecherkultur bei Bengerstorf im Landkreis Ludwigslust-Parchim (Mecklenburg-Vorpommern). Sie wurden im 19. Jahrhundert zerstört. Johann Ritter untersuchte die Gräber 1839. Robert Beltz führte sie 1899 gemeinsam mit dem benachbarten Granzin als ausgegangen.

## Lage
Die Gräber befanden sich nördlich von Groß Bengerstorf in Richtung Granzin. Sie lagen im Wald auf den Haidbergen. Sie lagen etwa 50 Schritt (knapp 40 m) in ost-westlicher Richtung voneinander entfernt. Einige hundert Meter nordwestlich lag das Großsteingrab Granzin. Im Umfeld der drei Großsteingräber lagen auch zahlreiche bronzezeitliche Grabhügel.

## Beschreibung

### Grab 1
Bei Grab 1 handelte es sich um ein nordnordost-südsüdwestlich orientiertes kammerloses Hünenbett mit einer Länge von 50 Schritt (ca. 38 m) und einer Breite von 15 Schritt (ca. 11 m). Ritter konnte noch eine recht gut erhaltene Umfassung aus großen Steinen feststellen, die an einigen Stellen aber bereits Spuren versuchter Entfernungen einzelner Steine aufwies.

### Grab 2
Bei Grab 2 handelte es sich ebenfalls um ein kammerloses Hünenbett. In Ausrichtung und Maßen glich es Grab 1. Die steinerne Umfassung war bereits vor Ritters Untersuchung restlos entfernt worden.